# V. Erik dán király
V. Erik Christoffersson (neve dánul: Erik Klipping vagy Glipping), (1249 – 1286. november 22.) dán király 1259-től haláláig.

## Uralkodása
I. Kristóf fiaként született, és édesapja halála után lépett a trónra. 1259-től 1264-ig anyja, Margit gyámsága alatt uralkodott. 1261-ben unokatestvére, Erik Abelsen slesvigi herceg legyőzte és hosszabb ideig (1261-1262-ben) fogságban tartotta Holsteinben, majd egy ideig Brandenburgban nevelkedett. Megpróbálta hatalmát rákényszeríteni az egyházra és a nemességre. Előbbi konfliktusa rendeződött, az utóbbiak viszont 1282-ben rákényszerítették egy megegyezés (håndfæstning – egyfajta dán Magna Carta) elfogadására, ami korlátozta a fennhatóságát. Az Erik és követői, illetve a néhai Ábel király rokonsága közötti rivalizálás miatt Margit királyné még 1262-ben vagy 1263-ban levelet írt a pápának, amelyben azt kéri, hogy tegye lehetővé a nőági örökösödést, így a fiatal (és még gyermektelen) király halála esetén egyik lánytestvére kerülhetett volna a trónra. A pápa látszólag támogatta, de végül sosem került rá sor: Eriket fia, VI. (Menved) Erik követte a trónon.

## A „dán Magna Carta”
V. Eriknek a világi és egyházi előkelők 1276. évi gyűlésén sikerült fiát utódjaként elfogadtatnia. Stig Andersen Hvide marsall (marsk), az egyik legnagyobb jyllandi birtokos nem értett egyet a döntéssel, mint ahogy a felségsértésre (crimen laesae maiestatis) vonatkozó új, szigorúbb szabályok bevezetését is ellenezte. A király közben az alig csillapodó belviszály mellett Svédországgal és Norvégiával is konfliktusba keveredett, így mindenképp szüksége volt az előkelők jóindulatára és támogatására. Mindezen okok miatt egyre gyakoribbá vált a dán „legjobbak” tanácskozása. 
Az 1282 nyarán Nyborgban összesereglett urak elérték, hogy V. Erik kifejezetten vállaljon is kötelezettséget arra, hogy évente összehívja „a gyűlést, melyet hofnak neveznek” (parlamentum, quod hof dicitur).  Erre „az ország legjobb embereit” (meliores regni) kellett meghívnia, akiknek a beleegyezése nélkül nem hozhatott új törvényt és nem vethetett ki adót. Tiszteletben kellett tartania a nemesi tulajdont és szabadságokat; tettenérés kivételével megfelelő bírói eljárás nélkül senkit nem börtönözhetett be. Vállalnia kellett továbbá, hogy nem hoz súlyosabb ítéletet annál, mint amilyet az adott ügyben egy landsting (tartományi gyűlés) hozott volna és kötelezettséget vállalt a régi törvények tiszteletben tartására.  
A fenti kondíciókat tizennyolc pontban összefoglaló, a király által 1282. július 29-én aláírt håndfæstning volt az első királyi hitlevél Dániában, melyet a kiadásának körülményei és a tartalmi hasonlóságok okán „dán Magna Cartának” is szokás nevezni.

## Halála
A királyt 1286. november 22-én meggyilkolták, és a dán nemesség számos nagy hatalmú tagját, köztük a fent említett Stig Andersent is, a Danehof nevű arisztokratikus gyűlés, mint főbíróság (a régi jog szerint) törvényen kívül helyezte. Hogy valóban volt-e közük a Viborg melletti Finderup faluban történt gyilkossághoz, máig tisztázatlan. A királyt álmában leszúró gyilkosok és felbujtóik kiléte ismeretlen. Erik Arup dán történész szerint a királygyilkosság szellemi atyja Peder Hoseøl, a korabeli legmagasabb méltóság betöltője (drost) lehetett. Más történészek (pl. Inge Skovgaard-Petersen vagy Helge Seidelin Jacobsen) Valdemar Eriksen slesvigi hercegre gyanakszanak, akit a király 1272-ben (apja, Erik Abelsen halála után) nem erősített meg a slesvigi (dél-jyllandi) hercegségben. Bizonyítékok egyelőre egyik feltevést sem támasztják alá.

## Gyermekei
Erik 1273. november 11-én házasodott össze Brandenburgi Ágnessel (1257 – 1304. szeptember 29.), I. János brandenburgi őrgróf leányával, aki hét gyermeket szült férjének:
- Erik (1274 – 139. november 13.)
- Kristóf (1276. szeptember 29. – 1332. augusztus 2.)
- Margit (1277 – 1341)
- Valdemár (? – 1304)
- Richiza (? – 1308)
- Katalin (1283)
- Erzsébet (1283)